# Arnolfo I di Fiandra
Arnolfo, o Arnoldo detto il Grande (885/9 oppure 893/9 – 27 marzo 964), è stato il terzo conte di Fiandra, dal 918, conte d'Artois dal 932, conte di Boulogne e abate laico di San Bertino dal 933, conte di Montreuil dal 948, sino alla morte.

## Origine
Era il figlio primogenito del secondo conte di Fiandra, conte di Artois e abate laico di San Bertino, Baldovino II e di Elfrida, una delle figlie del re del regno anglosassone meridionale del Wessex, Alfredo il Grande (venerato come santo dalla Chiesa cattolica) e di sua moglie, Ealhswith, figlia di Æthelred detto Mucil (il Grande oppure il duca), che era il priore magistrato dei Gaini (una tribù della Mercia) e di sua moglie, la nobile, Eadburga.
Baldovino II di Fiandra era il figlio del primo conte di Fiandra e poi anche conte di Cambrai, Baldovino I e di Giuditta, figlia primogenita del re dei Franchi occidentali e futuro Imperatore d'Occidente (875-877), Carlo il Calvo e della prima moglie, la nipote di Adalardo il Siniscalco, Ermentrude (ca. 830-†869), figlia del conte di Orleans, Oddone (o Eudes) I e d'Engeltrude di Fézensac (sorella di Adalardo), forse discendente di Carlo Martello.

## Biografia
Dato che la nonna paterna era Giuditta, figlia primogenita del re dei Franchi occidentali e Imperatore d'Occidente (875-877), Carlo il Calvo, il nome Arnolfo gli fu dato, per enfatizzare la discendenza Carolingia, in omaggio al capostipite della casata dei pipinidi da cui discesero i carolingi, sant'Arnolfo di Metz.

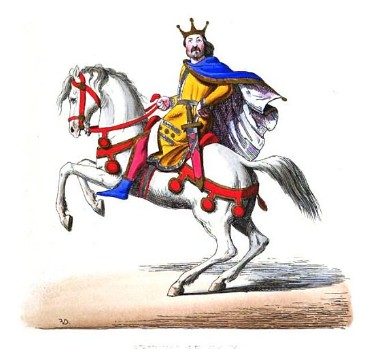
Arnolfo I dall'Album du cortége des Comtes de Flandre

Nel settembre 918, secondo il documento 73 del Cartulaire de l'abbaye de Saint-Bertin, Arnolfo successe al padre come Conte delle Fiandre (in quello stesso documento veniva riportato che la madre, Elfrida, aveva deciso di seppellire il marito, Baldovino II nell'Abbazia di San Bertino a Saint-Omer).
Poi in quello stesso mese di settembre, Arnolfo, secondo il documento n° 14 delle Chartes et documents de l'abbaye de Saint Pierre au Mont Blandin à Gand, insieme alla madre, Elfrida el fratello, Adalolfo fece una offerta per l'anima di suo padre, Baldovino II.
Sfruttando i conflitti che intercorrevano tra i re dei Franchi occidentali, Carlo il Semplice e Roberto I (prima) e Rodolfo di Borgogna (poi), Alrnolfo riuscì ad espandere notevolmente i territori sotto il suo controllo, verso sud.
Questa espansione verso Sud inevitabilmente portò contrasti con i Normanni che in questi stessi anni cercavano di rafforzare i loro confini settentrionali, e, nel 925, Arnolfo e suo fratello, Adalolfo, unitisi al re dei Franchi occidentali, Rodolfo di Borgogna, attaccarono i Normanni e conquistarono, Eu, e, l'anno dopo, li sconfissero pesantemente.
Nel 932, Arnolfo ottenne la sovranità sull'abbazia di San Vedasto e su Douai e l'Ostravent, divenendo conte d'Artois.
Nel 933, dopo la morte del fratello, Adalolfo, Arnolfo, esautorò i due figli legittimi di Adalolfo, impossessandosi sia della contea di Boulogne che dell'Abbazia di San Bertino.
Nel 934, si alleò col conte di Vermandois, Erberto II, sposandone la figlia Adele (ca. 912 † 960), mentre la Genealogiae Comitum Flandriae precisa che Adele era anche nipote di due re dei Franchi occidentali, Oddone e Roberto I.

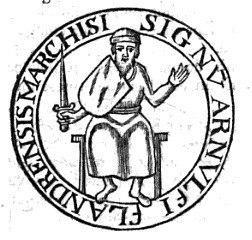
Sigillo di Arnolfo I di Flandra

Successivamente approfittando dei contrasti tra il re dei Franchi occidentali, Luigi IV e i suoi baroni, Arnolfo, rispondendo ai raid del Duca di Normandia Guglielmo Lungaspada (905 † 942), figlio del primo duca di Normandia, Rollone e di Poppa di Bayeux, Arnolfo invase il Ponthieu, nel 939, conquistando, con l'aiuto di Erberto II, la contea di Montreuil, catturando la famiglia del conte, Herluin de Montreuil, che, alleatosi con Guglielmo Lungaspada, la riconquistò non molto tempo dopo.
Il documento n° 18 delle Chartes et documents de l'abbaye de Saint Pierre au Mont Blandin à Gand, ci documenta una donazione fatta, l'8 luglio 942, al monastero stesso, da Arnolfo col figlio, Baldovino.
Nel 939, col marchese di Neustria, Ugo il Grande, ed Erberto II di Vermandois, si alleò con il re di Germania (non ancora incoronato Imperatore del Sacro Romano Impero), Ottone I il Grande, per contrastare il suo re, Luigi IV, che aspirava a riconquistare la Lotaringia.
La lotta col ducato di Normandia portò all'assassinio di Guglielmo Lungaspada, pare su istigazione di Arnolfo. Infatti, dopo aver concordato un incontro tra Arnolfo e Guglielmo, per appianare la disputa per la contea di Montreuil, nel dicembre del 942, come narra Rodolfo il Glabro, Tebaldo l'Ingannatore uccise a tradimento il duca Guglielmo I detto Lungaspada. Arnolfo, nel 948 attaccò Montreuil-sur-Mer. La contea di Montreuil entrò a far parte dei domini di Arnolfo, nel 949, assieme ad Amiens. A questo punto i domini di Arnolfo comprendevano tutti i territori compresi tra i fiumi Schelda e Canche ed il mare del Nord.
Con il passare degli anni il pericolo vichingo venne sempre più scemando e negli ultimi anni Arnolfo poté dedicarsi alla riforma dei territori sotto il suo dominio.
Il documento n° 22 delle Chartes et documents de l'abbaye de Saint Pierre au Mont Blandin à Gand, ci documenta una donazione fatta in memoria del padre, Baldovino II, della madre, Elfrida del Wessex, e del figlio, Egberto, il 10 luglio 953, al monastero stesso, da Arnolfo con la moglie, Adele.
Negli ultimi anni di regno Arnolfo decise di cooptare al trono suo figlio Baldovino, che però scomparve prematuramente nel 962.
Per garantire la successione al proprio nipote, ancora infante, futuro Arnolfo II, Arnolfo I nel 962 cedette al re dei Franchi occidentali, Lotario IV, l'Ostravent, il Ponthieu, Amiens e la contea d'Artois (quest'ultima però rimase unita alla contea di Fiandra) e, a quanto pare, gli cedette anche la contea di Fiandra, rimanendone solo l'usufruttuario.
Nel 962, nelle Chartes et documents de l'abbaye de Saint Pierre au Mont Blandin à Gand, risultano tre donazioni di Arnolfo; il n° 29, che esprime le ultime volontà del conte Arnolfo I e rammenta che le tombe dei suoi genitori erano state trasferite a Gand, nel monastero di San Pietro (in francese:Abbaye Saint-Pierre de Gand), ed altre due donazioni di proprietà, il n° 30, del 5 maggio, ed il n° 31, del 17 giugno.
Gli Annales Blandinienses riportano la morte di Arnolfo I, ricordato come il restauratore dell'abbazia di San Pietro di Gand, il 28 marzo 964, molto probabilmente, assassinato per vendicare la morte di Guglielmo Lungaspada. Allora, Lotario IV invase le Fiandre e l'Artois, occupando Arras, Douai e Saint-Amand, raggiunse il fiume Lys. Allora i Fiamminghi reagirono ed elessero loro conte il nipote di Arnolfo I, Arnolfo II. Le contee di Fiandra e d'Artois andarono al nipote, Arnolfo II, sotto la reggenza dello zio, Baldovino, detto Baldzo (?- 973), che si era autoproclamato Conte di Courtrai ed infatti, nel documento n° 39 del 29 ottobre 965 viene citato col titolo di conte. Baldzo era figlio illegittimo di Adalolfo, fratello di Arnolfo I, che, secondo la Genealogiae Comitum Flandriae, alla morte di Adalolfo, era stato adottato dallo zio. La contea di Boulogne invece, era andata al figlio legittimo di suo fratello, Adalolfo, Arnolfo II di Boulogne.
Arnolfo I è citato un'ultima volta nelle Chartes et documents de l'abbaye de Saint Pierre au Mont Blandin à Gand, nel documento n° 37 del 2 luglio 964, circa una donazione in sua memoria.

## Matrimonio e discendenza
Secondo le Europäische Stammtafeln, vol II, 5(non consultate), Arnolfo si era sposato in gioventù con una donna di cui non si conoscono né il nome né gli ascendenti, che, secondo lo storico, Gerhard Rösch, gli diede una figlia (le Europäische Stammtafeln, vol II, 5(non consultate), invece sostengono che la madre fosse la seconda moglie, Adele di Vermandois):
- Hildegarda ([prima del 933-10 aprile 990, tumulata a Egmond[28]). che, nel 945/50, sposò il conte d'Olanda, Teodorico II[28] e come risulta da alcuni documenti[13].

Nel 934 Arnolfo sposò Adele di Vermandois, figlia di Erberto II di Vermandois, dalla quale ebbe quattro figli:
- Liutgarda (935- prima del 18 ottobre 962[14]), che è citata nel documento n° 22 delle Chartes et documents de l'abbaye de Saint Pierre au Mont Blandin à Gand, in cui suo padre Arnolfo e sua madre, Adele fecero una donazione in memoria di suo nonno, Baldovino II, sua nonna, Elfrida, e dello zio, Egberto, il 10 luglio 953, al monastero stesso[20] e che, dopo il 10 luglio 953, aveva sposato Wichmann, Conte di Hamaland, che compare come testimonio in una donazione dello suocero, Arnolfo, la n° 32 delle Chartes et documents de l'abbaye de Saint Pierre au Mont Blandin à Gand[29] e i coniugi vengono ricordati nel Iohannes de Thilrode Chronicon[30]
- Baldovino[31] (935/40-Abbazia di San Bertino 1º gennaio 962), conte di Fiandra, assieme al padre.
- Egberto (dopo l'8 luglio 942[16][32]-prima del 10 luglio 953[20]), morto giovane
- Elftrude (- dopo il 966), andata in sposa, tra il 960 ed il 965, a Sigfrido, Conte di Guînes, come risulta dalla Historia Comitum Ghisnensium[33], mentre per il Chronica Monasterii Sancti Bertini auctore Iohanne Longo de Ipra, Sigfrido approfittò della giovane Eltrude, che senza essere stata sposata, partorì un figlio illegittimo di nome Arnolfo[34].

## Ascendenza
|                         |                      |                      | Genitori               |  |  | Nonni |  |  | Bisnonni |  |  | Trisnonni                |  |
|                         |                      |                      |                        |  |  |       |  |  | Odacre   |  |  | Enguerrand delle Fiandre |  |
|                         |                      |                      |                        |  |  |       |  |  | Odacre   |  |  | Enguerrand delle Fiandre |  |
|                         |                      | …                    |                        |  |  |       |  |  | Odacre   |  |  |                          |  |
| Baldovino I di Fiandra  |                      |                      |                        |  |  |       |  |  | Odacre   |  |  |                          |  |
|                         |                      | …                    | …                      |  |  |       |  |  |          |  |  |                          |  |
|                         |                      | …                    | …                      |  |  |       |  |  |          |  |  |                          |  |
|                         |                      | …                    | …                      |  |  |       |  |  |          |  |  |                          |  |
| Baldovino II di Fiandra |                      | …                    |                        |  |  |       |  |  |          |  |  |                          |  |
|                         |                      | Carlo il Calvo       | Ludovico il Pio        |  |  |       |  |  |          |  |  |                          |  |
|                         |                      | Carlo il Calvo       | Ludovico il Pio        |  |  |       |  |  |          |  |  |                          |  |
|                         |                      | Carlo il Calvo       | Giuditta di Baviera    |  |  |       |  |  |          |  |  |                          |  |
| Giuditta di Francia     |                      | Carlo il Calvo       |                        |  |  |       |  |  |          |  |  |                          |  |
|                         |                      | Ermentrude d'Orléans | Oddone d'Orléans       |  |  |       |  |  |          |  |  |                          |  |
|                         |                      | Ermentrude d'Orléans | Oddone d'Orléans       |  |  |       |  |  |          |  |  |                          |  |
|                         |                      | Ermentrude d'Orléans | Engeltrude di Fézensac |  |  |       |  |  |          |  |  |                          |  |
| Arnolfo I di Fiandra    |                      | Ermentrude d'Orléans |                        |  |  |       |  |  |          |  |  |                          |  |
|                         | Etelvulfo del Wessex | Egberto del Wessex   |                        |  |  |       |  |  |          |  |  |                          |  |
|                         | Etelvulfo del Wessex | Egberto del Wessex   |                        |  |  |       |  |  |          |  |  |                          |  |
|                         | Etelvulfo del Wessex | …                    |                        |  |  |       |  |  |          |  |  |                          |  |
| Alfredo il Grande       | Etelvulfo del Wessex |                      |                        |  |  |       |  |  |          |  |  |                          |  |
|                         |                      | Osburga              | Oslac di Wight         |  |  |       |  |  |          |  |  |                          |  |
|                         |                      | Osburga              | Oslac di Wight         |  |  |       |  |  |          |  |  |                          |  |
|                         |                      | Osburga              | …                      |  |  |       |  |  |          |  |  |                          |  |
| Elfrida del Wessex      |                      | Osburga              |                        |  |  |       |  |  |          |  |  |                          |  |
|                         |                      | Æthelred Mucel       | …                      |  |  |       |  |  |          |  |  |                          |  |
|                         |                      | Æthelred Mucel       | …                      |  |  |       |  |  |          |  |  |                          |  |
|                         |                      | Æthelred Mucel       | …                      |  |  |       |  |  |          |  |  |                          |  |
| Ealhswith               |                      | Æthelred Mucel       |                        |  |  |       |  |  |          |  |  |                          |  |
|                         |                      | …                    | …                      |  |  |       |  |  |          |  |  |                          |  |
|                         |                      | …                    | …                      |  |  |       |  |  |          |  |  |                          |  |
|                         |                      | …                    | …                      |  |  |       |  |  |          |  |  |                          |  |
|                         |                      | …                    |                        |  |  |       |  |  |          |  |  |                          |  |

### Fonti primarie
- (LA) Monumenta Germaniae Historica, Scriptores, tomus IX (archiviato dall'url originale il 12 maggio 2013)..
- (LA) Cartulaire de l'abbaye de Saint-Bertin..
- (LA) Monumenta Germaniae Historica, Scriptores, tomus V (archiviato dall'url originale il 23 agosto 2017)..
- (LA) Chartes et documents de l'abbaye de Saint Pierre au Mont Blandin à Gand..
- (LA) Monumenta Germaniae Historica, Scriptores, tomus XVI (archiviato dall'url originale l'11 marzo 2016)..
- (LA) Monumenta Germaniae Historica, Scriptores, tomus XXV (archiviato dall'url originale il 5 maggio 2015)..
- (LA) Monumenta Germaniae Historica, Scriptores, tomus XXIV (archiviato dall'url originale l'11 marzo 2016)..
- (LA) Annales Bertiniani..
- (LA) Monumenta Germaniae Historica, Scriptores, tomus III (archiviato dall'url originale il 26 giugno 2013)..
- (LA) Rodulfus Glaber Cluniacensis: Historiarum Sui Temporis Libri Quinque (PDF)..

### Letteratura storiografica
- Louis Halphen, Francia: gli ultimi Carolingi e l'ascesa di Ugo Capeto (888-987), in «Storia del mondo medievale», vol. II, 1999, pp. 636–661
- Austin Lane Poole, Germania: Enrico I e Ottone il Grande, in «Storia del mondo medievale», vol. IV, 1999, pp. 84–125
- (EN) Old English Chronicles..
- (EN) Annals of Roger de Hoveden, vol. I (archiviato dall'url originale il 17 febbraio 2013)..
- Platts, Beryl. The Scottish Hazard: Flemish Nobility and their Impact on Scotland, 1985